# 萩原健太郎
萩原 健太郎（はぎわら けんたろう、1980年〈昭和55年〉12月13日 - ）は、日本の映画監督・CMディレクター。

## 来歴
東京生まれ。2001年に渡米。アート・センター・カレッジ・オブ・デザイン（Art Center College of Design）映画学部を卒業後、2008年に帰国。
THE DIRECTORS GUILDに参加し、TV-CMの演出を中心に活動。2013年、米サンダンス映画祭にて長編映画脚本「Spectacled Tiger」（共同脚本：藤本匡太）が優秀な脚本に与えられるサンダンスNHK賞を受賞。
2018年、企画家集団soloを設立。

## 監督作品

### 映画
- 東京喰種 トーキョーグール（2017年）
- サヨナラまでの30分（2020年）
- ブルーピリオド（2024年）
- 傲慢と善良（2024年）
- WIND BREAKER/ウィンドブレイカー（2025年）

### ドラマ
- 嘘なんてひとつもないの（2017年、NHK BSプレミアム）
- あと3回、君に会える （2020年、関西テレビ）
  - U-NEXT presents 君と会えた10+3回（2020年、U-NEXT）
- ドラマW「いりびと-異邦人-」（2020年、WOWOW）
- あなたに聴かせたい歌があるんだ（2021年、Hulu）- 監督・脚本・原作協力
- ワンダーハッチ -空飛ぶ竜の島-（2023年、Disney+）

### 広告
- TOYOTA / KIRIN / NTT Docomo / SoftBank / Amazon Prime / 大塚製薬　他